# Parafia św. Antoniego w Boleszkowicach
Parafia pod wezwaniem Świętego Antoniego w Boleszkowicach – parafia rzymskokatolicka, należąca do dekanatu Mieszkowice, archidiecezji szczecińsko-kamieńskiej, metropolii szczecińsko-kamieńskiej. Siedziba parafii mieści się w Boleszkowicach przy ulicy Warszawskiej. Prowadzą ją salezjanie.

## Kościół parafialny
Kościół św. Antoniego Padewskiego w Boleszkowicach

## Kościoły filialne i kaplice
- Kościół św. Ludwika w Namyślinie[2]
- Kościół św. Teresy od Dzieciątka Jezus w Wysokiej[2]